# Epirrhoe pseudotristata
Epirrhoe pseudotristata là một loài bướm đêm trong họ Geometridae.